# Yaginumaella falcata
Yaginumaella falcata là một loài nhện trong họ Salticidae.
Loài này thuộc chi Yaginumaella. Yaginumaella falcata được Zhu et al miêu tả năm 2005..